# Rilling Sekt
Die Ludwig Rilling GmbH & Co. KG war ein Sekt- und Weinhersteller aus Stuttgart-Bad Cannstatt.

## Profil
Das Unternehmen stellt Sekt und Wein in der eigenen Kellerei her und befand sich bis zum Verkauf 2021 vier Generationen im Familienbesitz. Es hat die Sektherstellung in Deutschland durch technische Innovationen entscheidend mitgeprägt.

## Geschichte

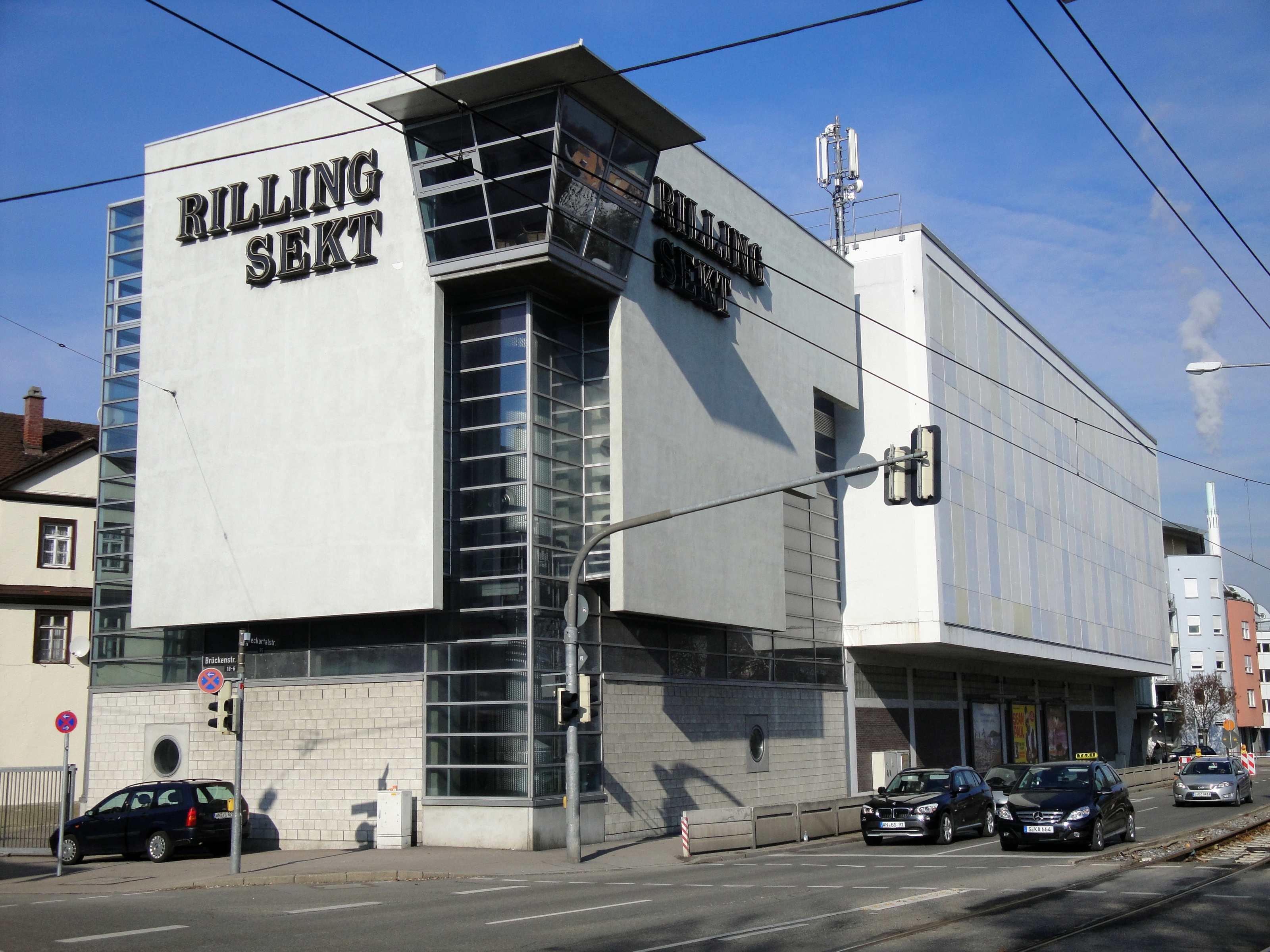
Rilling Sekt in Stuttgart-Bad Cannstatt

1887 gründete Ludwig Rilling das Unternehmen in der Neckarvorstadt von Cannstatt unweit der Wilhelmsbrücke über den Neckar als Weinhandlung. 1900 wurde das Stammhaus an der Wilhelmsbrücke erworben, das im Laufe der Firmengeschichte ständig erweitert wurde. 1935 begann die Sektherstellung im eigenen Hause. Im Februar 2023 wurde von der neuen Geschäftsführung, die das Unternehmen 2021 übernahm, die Einstellung des Betriebes zum September 2023 bekannt gegeben.